# Wanja Lundby-Wedin
Wanja Lundby-Wedin (Enskede, 19 oktober 1952) is de huidige voorzitster van de Landsorganisationen i Sverige (LO) en de voormalige voorzitster van het Europees Verbond van Vakverenigingen (EVV). Daarnaast is ze lid van de partijraad van de Arbetarepartiet-Socialdemokraterna (S).

## Levensloop
Ze werd geboren te Enskede in het landschap Södermanland. Na haar opleiding verpleegassistent ging ze aan het werk in het Danderyd ziekenhuis te Stockholm.
Aldaar kwam ze in aanraking met de vakbond en werd ze verkozen als syndicaal afgevaardigde voor de LO. In 1981 werd ze aangesteld als secretaris van de Stockholmse afdeling en in 1987 werd ze aangesteld tot departementshoofd van de afdeling Milieuzaken. In 1994 werd ze aangesteld tot vice-voorzitster en in september 2000 tot voorzitster van de LO, hiermee was ze de eerste vrouw die deze positie bekleedde. Een functie die ze nog steeds bekleedt en waardoor ze zetelt in de partijraad van de S. In 2006 werd ze genoemd als mogelijke kandidaat partijleidster van deze partij. Ze wees deze suggesties echter af en schoof Mona Sahlin, die later ook won, naar voren.
Op 25 mei 2007 werd ze tijdens het 11de EVV-congres verkozen tot voorzitster van het EVV, eveneens als eerste vrouw. Deze functie oefende ze uit tot 2011.
Gerelateerde onderwerpen: Vakbond · Vakcentrale · Syndicalisme · Sociale zekerheid · Arbeid · Werkloosheid